# Tour der italienischen Rugby-Union-Nationalmannschaft nach Madagaskar 1970
| Tour der Italiener nach Madagaskar 1970 | Tour der Italiener nach Madagaskar 1970 | Tour der Italiener nach Madagaskar 1970 | Tour der Italiener nach Madagaskar 1970 | Tour der Italiener nach Madagaskar 1970 |
| Übersicht                               | S                                       | G                                       | U                                       | N                                       |
| --------------------------------------- | --------------------------------------- | --------------------------------------- | --------------------------------------- | --------------------------------------- |
| Test Matches                            | 2                                       | 2                                       | 0                                       | 0                                       |
| Gesamt                                  | 2                                       | 2                                       | 0                                       | 0                                       |

Die Tour der italienischen Rugby-Union-Nationalmannschaft nach Madagaskar umfasste eine Reihe von Freundschaftsspielen der italienischen Rugby-Union-Nationalmannschaft. Sie reiste im Mai 1970 nach Madagaskar, wobei sie während dieser Zeit zwei Test Matches gegen die madegassische Nationalmannschaft bestritt. Beide Partien endeten mit italienischen Siegen.

## Ereignisse
Bereits in den 1950er und 1960er Jahren hatte die Nationalmannschaft einzelne Auslandsreisen außerhalb der üblichen Europameisterschaftsteilnahmen unternommen, offizielle Test Matches gegen andere Nationalmannschaften standen jedoch nie auf dem Programm. 1970 kam die Federazione Italiana Rugby zum Schluss, dass die Azzurri auch außerhalb Europas Erfahrungen sammeln müssten. So fand im Mai die erste offizielle Übersee-Tour der Italiener statt. Im Stadion der Hauptstadt Antananarivo waren zwei Test Matches angesetzt; sonstige Spiele standen nicht auf dem Programm. In beiden Partien gegen das madagassische Nationalteam setzten sich die von Kapitän Marco Bollesan angeführten Italiener durch, wenn auch eher knapp. Die Gastgeber setzten unter anderem ein Vater-Sohn-Duo ein, bestehend aus dem 49-jährigen Ravolomaso und dem 25-jährigen Rolland Rajaonarivelo.

## Spielplan
- Hintergrundfarbe grün = Sieg

(Test Matches sind grau unterlegt; Ergebnisse aus der Sicht Italiens)
| # | Datum        | Gegner     | Ort          | Stadion                       | Ergebnis |
| - | ------------ | ---------- | ------------ | ----------------------------- | -------- |
| 1 | 24. Mai 1970 | Madagaskar | Antananarivo | Stade Municipal de Mahamasina | 17:9     |
| 2 | 31. Mai 1970 | Madagaskar | Antananarivo | Stade Municipal de Mahamasina | 9:6      |

## Test Matches
| 24. Mai 1970 | Madagaskar                 | 9 : 17         | Italien                                                                                          | Stade Municipal de Mahamasina, Antananarivo Schiedsrichter: Boeghin (Madagaskar) |
| 24. Mai 1970 | Versuche: 1 Straftritte: 2 | (9:11) Bericht | Versuche: Bollesan Cioni Finocchi Erhöhungen: Michelon Straftritte: Michelon Dropgoals: Pacifici | Stade Municipal de Mahamasina, Antananarivo Schiedsrichter: Boeghin (Madagaskar) |

| 31. Mai 1970 | Madagaskar                  | 6 : 9         | Italien                                    | Stade Municipal de Mahamasina, Antananarivo Schiedsrichter: Boeghin (Madagaskar) |
| 31. Mai 1970 | Straftritte: 1 Dropgoals: 1 | (3:3) Bericht | Versuche: Michelon (2) Dropgoals: Pacifici | Stade Municipal de Mahamasina, Antananarivo Schiedsrichter: Boeghin (Madagaskar) |